# Osmoy, Cher

Osmoy este o comună în departamentul Cher, Franța. În 1 ianuarie 2022 avea o populație de 271 de locuitori.